# پاملا برتون
پاملا برتون (انگلیسی: Pamela Burton; ۱۶ سپتامبر ۱۹۴۸ – ) معمار منظر و معمار اهل ایالات متحده آمریکا بود. وی از سال ۱۹۷۵ میلادی تاکنون مشغول فعالیت بوده‌است.